# Pilling

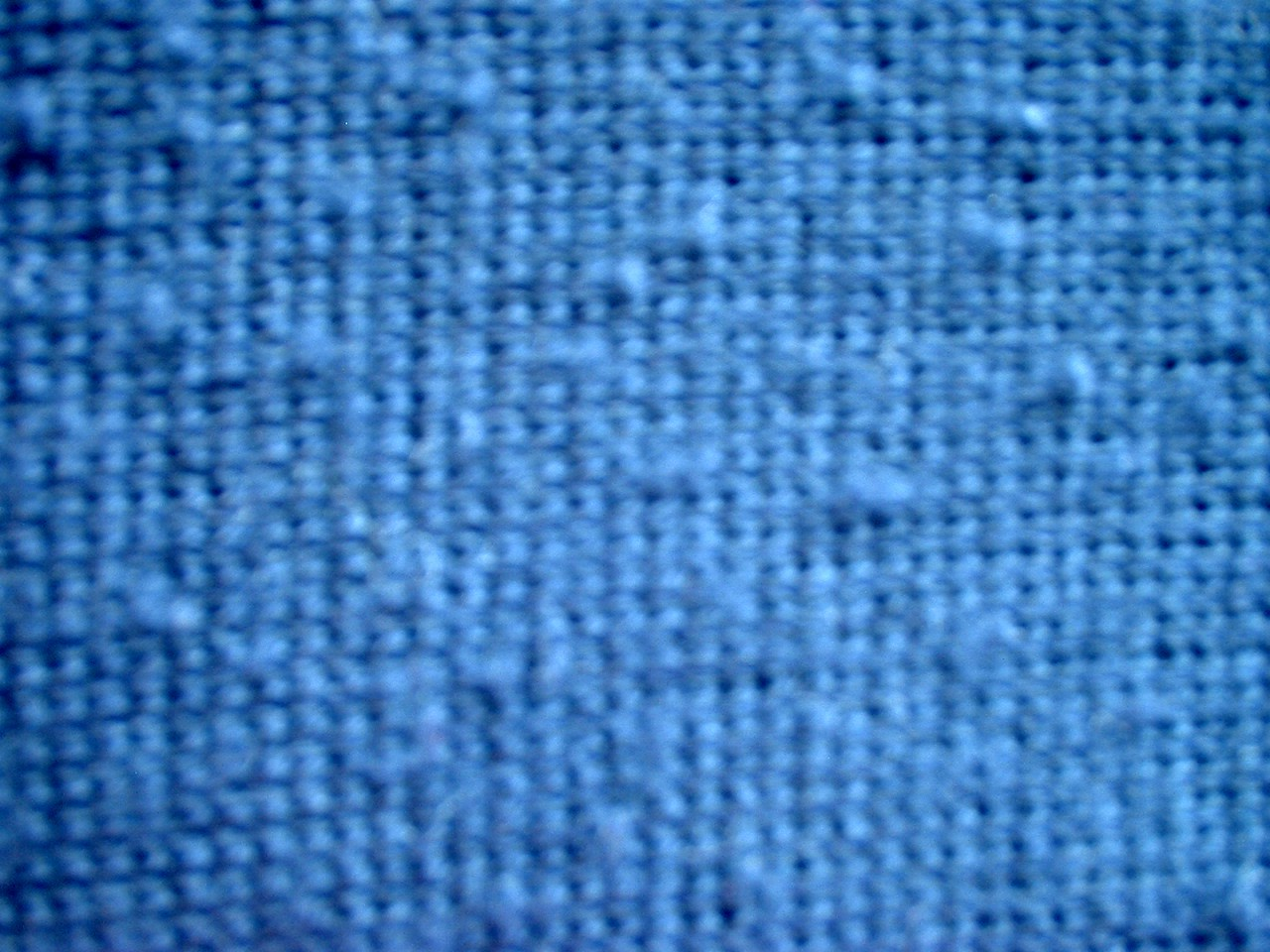
Zmechacenia

Pilling − proces tworzenia się skupisk splątanych włókienek (kuleczek) na powierzchni wyrobów włókienniczych pod wpływem tarcia, podczas ich użytkowania. Szczególnie występuje w tekstyliach z nitek zawierających wraz z włóknami naturalnymi również włókno chemiczne.
Zjawisko to zwane jest także potocznie mechaceniem.